# Skällviks landskommun
Skällviks landskommun var en tidigare kommun i Östergötlands län.

## Administrativ historik
När 1862 års kommunalförordningar trädde i kraft inrättades i Sverige cirka 2 500 kommuner. Huvuddelen av dessa var landskommuner (baserade på den äldre sockenindelningen), vartill kom 89 städer och åtta köpingar. I Skällviks socken i Hammarkinds härad i Östergötland inrättades då denna kommun.
Vid kommunreformen 1952 uppgick denna  i Stegeborgs landskommun.
År 1974 uppgick så Stegeborgs kommun och detta område i Söderköpings kommun.

## Politik

### Mandatfördelning i Skällviks landskommun 1938-1946
| 6 | 11 |

| 17 |

| 17 |

| 16 |

| 5 | 5 | 6 | 1 |

| 17 |